# Persipnei

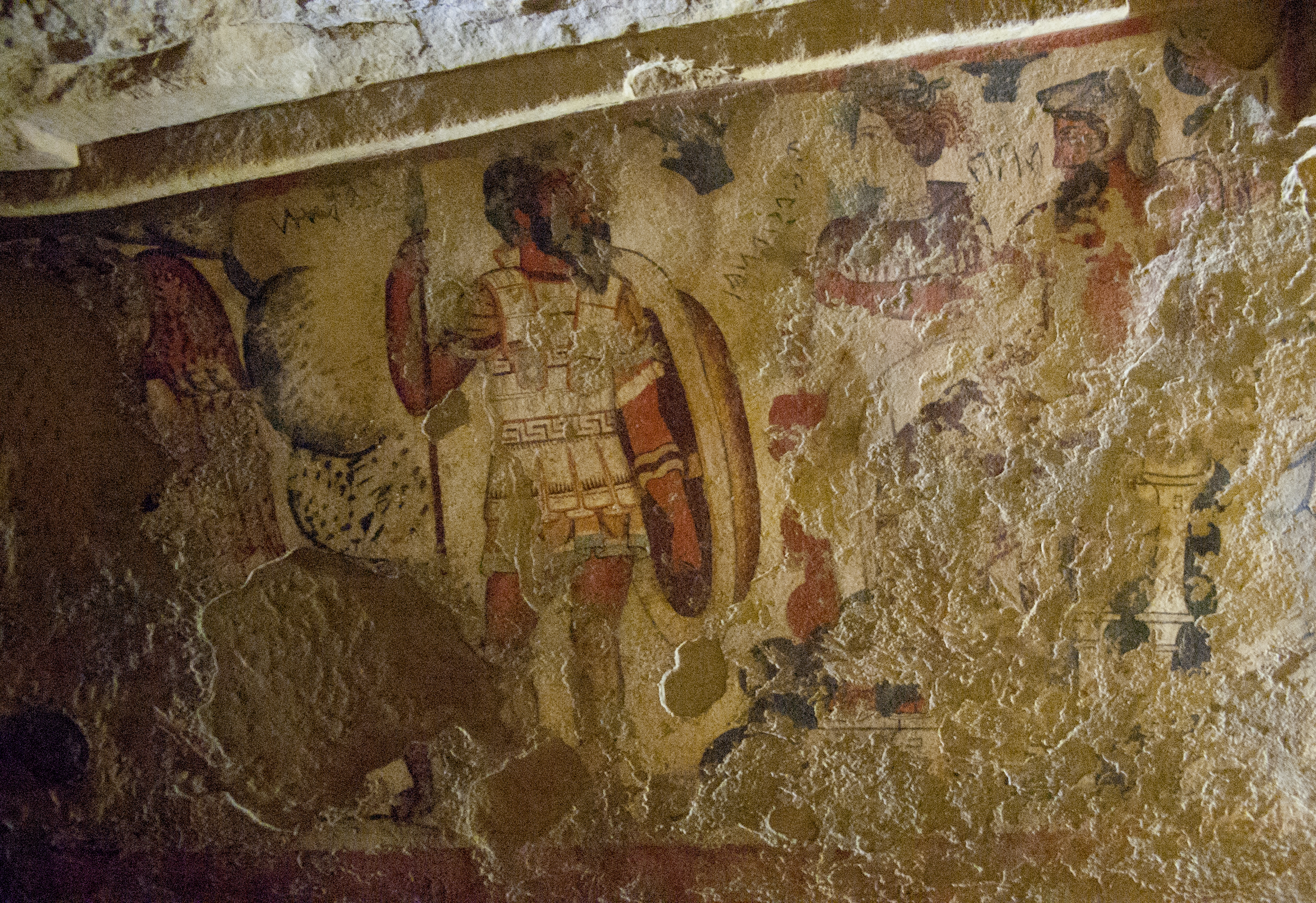
Persipnei (centro) y Aita (derecha) en el fresco de la Tumba de Orcus II, Italia.

En la Mitología etrusca Persipnei o Phersipnai (después Ferspnai) era la reina del inframundo y la equivalente a la diosa griega Perséfone y a la romana Proserpina. Ciertamente, su nombre fue tomado por los etruscos de los griegos.